# Pilea psilogyne
Pilea psilogyne är en nässelväxtart som beskrevs av Ignatz Urban. Pilea psilogyne ingår i släktet pileor, och familjen nässelväxter. Inga underarter finns listade i Catalogue of Life.